# Sergio Mattarella

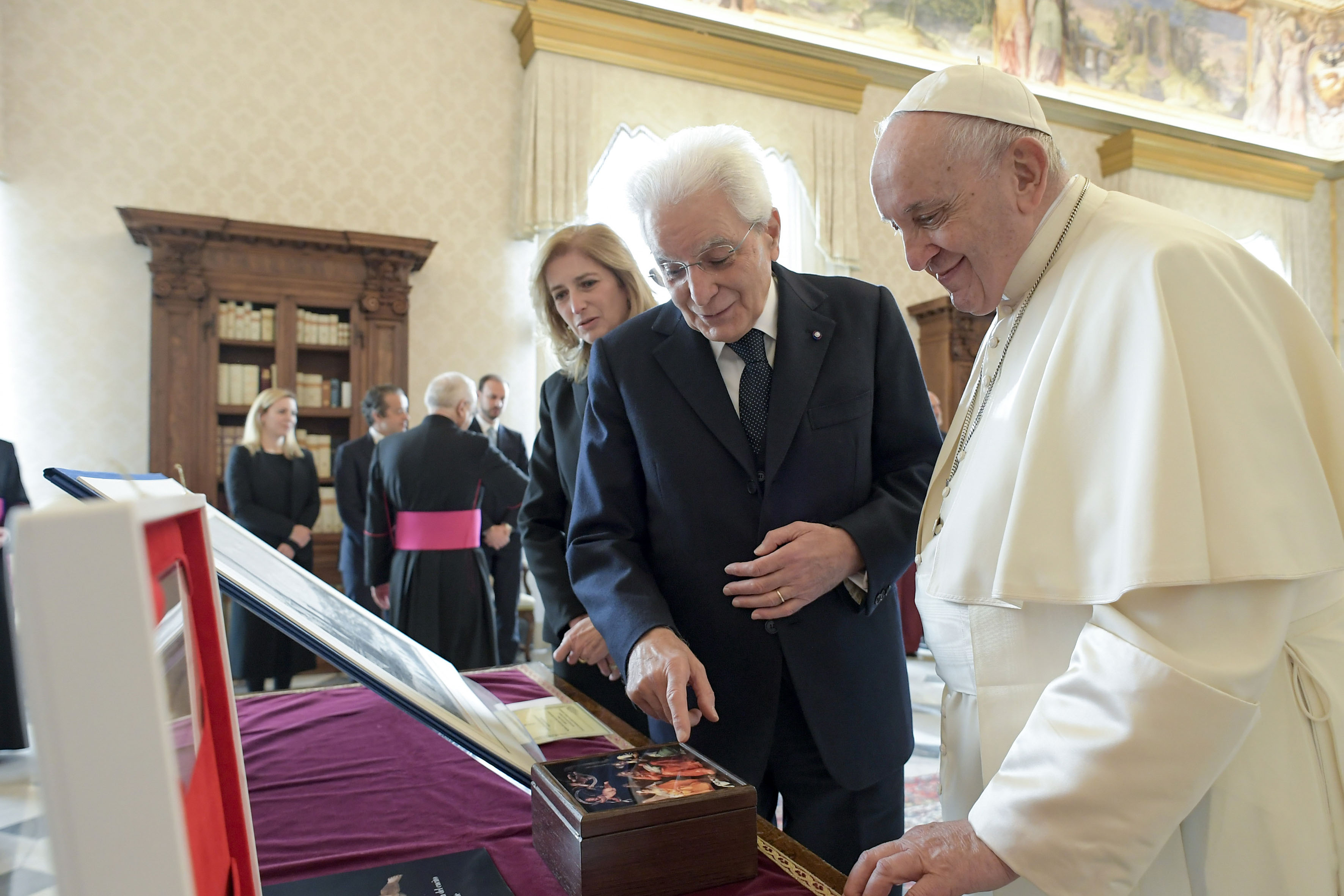
Sergio Mattarella z papieżem Franciszkiem (2021)

Sergio Mattarella (ur. 23 lipca 1941 w Palermo) – włoski polityk, prawnik i nauczyciel akademicki. Wieloletni poseł do Izby Deputowanych, minister bez teki (1987–1989), minister edukacji (1989–1990), wicepremier (1998–1999), minister obrony (1999–2001), od 2011 do 2015 sędzia Sądu Konstytucyjnego, od 2015 prezydent Republiki Włoskiej.

## Życiorys
Jego ojciec Bernardo Mattarella był politykiem, współtwórcą powojennej chadecji. Jego brat Piersanti Mattarella pełnił funkcję prezydenta Sycylii, został zabity przez mafię.
Sergio Mattarella ukończył studia prawnicze, został następnie wykładowcą akademickim na Uniwersytecie w Palermo. Zaangażował się w działalność polityczną w ramach Chrześcijańskiej Demokracji. W 1983 po raz pierwszy został wybrany do Izby Deputowanych. W niższej izbie włoskiego parlamentu zasiadał nieprzerwanie przez 25 lat jako poseł IX, X, XI, XII, XIII, XIV i XV kadencji.
Od 1987 do 1989 był ministrem ds. kontaktów z parlamentem w rządach, na czele których stali Giovanni Goria i Ciriaco De Mita. Następnie przez rok kierował ministerstwem edukacji w szóstym gabinecie Giulia Andreottiego. W latach 1990–1992 pełnił funkcję zastępcy sekretarza krajowego partii chadeckiej, później do 1994 był dyrektorem partyjnego pisma „Il Popolo”.
Po rozwiązaniu jego ugrupowania działał we Włoskiej Partii Ludowej, przewodniczył frakcji parlamentarnej tej formacji. W październiku 1998 powrócił w skład rady ministrów (kierowanej przez Massima D’Alemę) jako wicepremier. W grudniu 1999, w drugim rządzie tego samego premiera, został ministrem obrony. Stanowisko to zajmował także w gabinecie Giuliana Amato (do czerwca 2001).
Po kolejnych przekształceniach partyjnych należał do stronnictwa Margherita, z którym w 2007 przystąpił do Partii Demokratycznej. W 2008 zakończył sprawowanie mandatu deputowanego – nie ubiegał się o reelekcję. 5 października 2011 parlament powołał go na funkcję sędziego Sądu Konstytucyjnego.
W styczniu 2015, po rezygnacji Giorgia Napolitano ze stanowiska prezydenta, Sergio Mattarella został przez premiera Mattea Renziego wskazany jako kandydat na ten urząd w wyborach prezydenckich. 31 stycznia 2015 w czwartym głosowaniu liczącego 1009 członków zgromadzenia elektorów (deputowanych, senatorów i przedstawicieli regionów) został wybrany na prezydenta Włoch, otrzymując 665 głosów. Urzędowanie rozpoczął 3 lutego 2015.
Sergio Mattarella aktywnie zaangażował się w prace tworzenia nowego rządu po wyborach w 2018, które doprowadziły do kryzysu politycznego. 23 maja 2018 misję tworzenia nowego gabinetu powierzył wskazanemu przez Ruch Pięciu Gwiazd i Ligę Północną prawnikowi Giuseppe Contemu. Ten jednak zrezygnował już 27 maja, gdy prezydent odmówił powołania Paola Savony na ministra gospodarki. Następnego dnia misję utworzenia technicznego rządu otrzymał od prezydenta ekonomista Carlo Cottarelli. 31 maja doszło ostatecznie do porozumienia prezydenta z koalicjantami wspierającymi Giuseppe Contego, który ponownie został desygnowany na premiera i przedstawił zaakceptowany przez głowę państwa skład rządu (w którym Paolo Savona otrzymał inne stanowisko, a który zaprzysiężono następnego dnia).
Kolejne wybory prezydenckie zaplanowano na styczeń 2022. Sergio Mattarella konsekwentnie publicznie odmawiał ubiegania się o ponowny wybór. Pierwsze siedem głosowań nie doprowadziło do wyboru następcy, a liderzy ugrupowań nie byli w stanie uzgodnić kompromisowego kandydata. 29 stycznia po siódmym nieudanym głosowaniu Sergio Mattarella wyraził zgodę na kandydowanie, do czego namawiali go premier Mario Draghi i przywódcy większości partii. W ósmym głosowaniu uzyskał reelekcję, otrzymując w zgromadzeniu elektorów 759 głosów.

## Odznaczenia
- Wielki Mistrz Orderu Zasługi Republiki Włoskiej – ex officio (2015)
- Krzyż Wielki Orderu Zasługi Republiki Włoskiej (2011)[13]
- Wielki Mistrz Orderu Wojskowego Włoch – ex officio (2015)
- Wielki Mistrz Orderu Zasługi za Pracę – ex officio (2015)
- Wielki Mistrz Orderu Gwiazdy Włoch – ex officio (2015)
- Wielki Mistrz Orderu Vittorio Veneto – ex officio (2015)
- Medaglia ai benemeriti della cultura e dell’arte I klasy (1991)[14]
- Złoty Łańcuch Orderu Piusa IX (Stolica Apostolska, 2015)[15]
- Wielki Łańcuch Orderu Wolności (Portugalia, 2017)[16]
- Wielki Krzyż z Łańcuchem Orderu Krzyża Ziemi Maryjnej (Estonia, 2018)[17]
- Order Heydəra Əliyeva (Azerbejdżan, 2018)[18]
- Order za Wybitne Zasługi (Słowenia, 2021)[19]
- Order Orła Białego (Polska, 2023)[20]
- Order Czarnogóry ze Wstęgą (Czarnogóra, 2025)[21]